# The Living Tombstone
The Living Tombstone est un groupe de rock électronique israélo-américain, formé en 2011 par le producteur Yoav Landau et le chanteur Sam Haft. Le groupe est surtout connu pour ses remixs, ses chansons basées sur les jeux vidéo et de la culture populaire, tels que la saga Five Nights at Freddy's, Overwatch et My Little Pony, ainsi que leurs musiques originales. Plusieurs de leurs chansons ont acquis une popularité sur les réseaux sociaux, et elles sont pour certaines devenues des mèmes Internet. En plus de ces vidéos, ils ont développé la musique du jeu vidéo In Sound Mind, et ont publié le jeu vidéo AudioClash : Battle of the Bands.
La publication musicale NME les a cités comme « le plus grand groupe de jeux vidéo d'Internet » : « Lorsque l'on évoque les communautés en ligne « passionnées » en 2021, on peut se sentir horrifié. Pourtant, les sourires apaisants de Yoav Landau et de Sam Haft dans ma fenêtre Zoom me rappellent le début des années 2000 et des fandoms plus conviviaux. En écoutant ce duo enthousiaste se remémorer ses années de formation, il est difficile de ne pas penser que ces copains en ligne pourraient être n'importe quel gamin des années 90 qui traîne sur un babillard. Mais ce n'est pas le cas : il s'agit du plus grand groupe de joueurs de l'Internet. »

## Histoire

### Création
The Living Tombstone a été fondé par le musicien Yoav Landau en 2011 en tant que chaîne YouTube et projet musical. Landau est originaire d'Israël, et a été impliqué dans la communauté de la franchise My Little Pony, où il créera des remixes qui deviendront très populaires sur YouTube, Un remix qui s'intitule Discord (Remix) deviendra très populaire jusqu'à devenir un mème Internet. Après que les remix aient recueilli plusieurs millions de vues, Landau se concentrera sur de nouvelles choses, Il commencera à se concentrer sur les communautés de jeux vidéo, pour y créer des musiques basées sur les jeux vidéo.
Cinq ans après avoir formé The Living Tombstone, Yoav Landau déménage aux États-Unis où il rencontrera le chanteur Sam Haft. Haft avait déjà été impliqué dans d'autres projets musicaux dans le passé, tels que le groupe de musique comique Sam and Bill Landau et Haft se sont envoyé leurs propres chansons avant de finalement collaborer ensemble sur les musiques, Haft devenant un membre officiel de The Living Tombstone. Le duo a écrit des musiques originales telles que Jump Up Superstar dans lesquelles Haft a contribué aux chœurs, et My Ordinary Life qui a été citée par LA Weekly comme leur musique la plus populaire. Landau et Haft ont tous deux travaillé sur la construction de leur monde pour The Living Tombstone, y compris les personnages, l'histoire et les traditions entourant la musique et les vidéos du groupe. L'attention que leur musique a reçue en ligne a amené Warner Music à remarquer le groupe, et à faire signer The Living Tombstone.

### Contenu et style musical
Le contenu de The Living Tombstone se compose à la fois de musique originale et d'hommages à divers jeux vidéo et médias de la culture pop, dont plusieurs sont devenus populaires en ligne. L'une des premières vidéos liées aux jeux vidéo du groupe était une trilogie de chansons pour les trois premiers jeux de la série Five Nights at Freddy's. La trilogie est devenue très connu sur YouTube, chaque chanson accumulant des millions de vues ; la première vidéo de la série atteint plus de 68 millions de vues en 2016. Houston Press classe la trilogie comme l'une des meilleures musiques basées sur les jeux d'horreur.
En 2018, le style musical de The Living Tombstone basée sur le jeu de tir Overwatch est devenue virale sur les réseaux sociaux,,. Initialement publiée sous forme de vidéo animée de la chaîne YouTube Mashed en janvier 2017, la chanson décrit deux joueurs de la même équipe se disputant sur leur choix de personnages et ses contributions aux pertes répétées de l'équipe, principalement en raison de l'absence d'un personnage de soutien. dans l'équipe. Dans Overwatch, un joueur ne peut choisir qu'un seul héros dans son équipe à la fois. Les personnages de soutien ont généralement pour rôle de soigner les autres personnages du jeu, et ont été décrits comme « un rôle que les joueurs masculins attribuent généralement aux femmes (ou supposent que les femmes préfèrent) », selon Polygon. Le style musical du groupe contient le pont I'm Already Tracer, qui fera objet de mème, de nombreuses vidéos seront réalisées sur TikTok dans lesquelles les utilisateurs se enregistreront en synchronisation labiale avec la chanson,,. Le mème a attiré une attention négative car il a fait l'objet de diverses compilations sur les réseaux sociaux, ce qui agacera les utilisateurs des réseaux sociaux. Des sites web tels que Kotaku, Polygon et The Daily Dot ont noté que ces compilations se sont rapidement enracinées dans la misogynie, avec des commentaires dénigrant ceux qui ont créé de telles vidéos mimant la chanson aux côtés de femmes moqueuses qui jouent aux jeux vidéo en général,,.
Parmi leurs autres chansons devenues virales, on peut citer leur remix de diverses chansons de My Little Pony,, et un remix de Spooky Scary Skeletons,. En 2012, The Living Tombstone a remixé la chanson Discord d'Odyssey, producteur d'Eurobeat, qui a accumulé plus de 40 millions de vues sur YouTube et a été utilisée dans plus de 500 000 vidéos sur TikTok en 2021. En 2013, Landau fait un remix de la chanson Spooky, Scary Skeletons d'Andrew Gold en 1996, qui a recueilli plus de 90 millions de vues sur YouTube. Le remix a également été répertorié par The Daily Dot comme l'une des chansons les plus populaires de 2019 sur TikTok.
Le style musical du groupe a été qualifié de rock électronique, de rock alternatif et de pop rock, avec des influences de l'EDM et de la musique folk du Moyen-Orient,. Landau a également déclaré que des genres tels que complextro, dubstep et drum and bass ont inspiré le style musical du groupe. Leur musique et leur esthétique ont été comparées à Gorillaz et Daft Punk, ainsi qu'aux vidéos de Lindsey Stirling.
Le groupe a un album studio, zero_one, sorti le 4 septembre 2020. En prévision de l'album, un clip vidéo basé sur les personnages du groupe nommé "Chosen" a été publié, créé par le studio The-Artery pendant la pandémie de COVID-19. En 2024, ils annoncent par le billet de leur Spotify, Leur deuxième album studio, Rust, sortira en 2025. Le 7 février 2025, le premier single de l'album, Be Alone, est sorti. Le 7 mars 2025, le second single de l'album, I Walk Ahead Of You, est sorti. Le 4 avril 2025, le jour de l'anniversaire de Yoav Landau, le troisième single de l'album, Malibu Pier, est sorti.
Dans le cadre de leur tournée mondiale, le 6 juin 2025, le groupe passera à Paris pour donner un concert à l'Élysée-Montmartre.

### Développement de jeu
The Living Tombstone a également contribué à la musique de jeu vidéo. En 2021, le groupe a créé la bande originale du jeu d'horreur indépendant In Sound Mind du studio de jeux israélien We Create Stuff,,. Leurs contributions à la bande originale ont été saluées parallèlement au jeu, plusieurs sites web noteront positivement qu'une compositions poignantes et réservées ajoutaient encore plus une atmosphère sombre au jeu,,.
En 2021, The Living Tombstone a collaboré avec le studio de jeux Big Boat Interactive pour créer le jeu de stratégie basé sur la musique AudioClash: Battle of the Bands,, Décrit comme un amalgame de divers jeux de rythme, de jeux de rôle Pokémon et Dota et des bandes dessinées de Scott Pilgrim, le gameplay consiste à assembler un groupe de personnages musiciens pour affronter des groupes rivaux. Le jeu est sorti sur Steam en accès anticipé fin 2021,.

## Discographie

### Albums studio
- 2013 : Tombstone Remixes
- 2020 : zero_one
- 2021 : zero_one:reloaded
- 2023 : zero_one:deluxe
- 2024 : Internet Childhood
- 2025 : Rust

### Bande originale
- 2014 : My Friend Pedro
- 2021 : In Sound Mind - Original Soundtrack
- Pas de date précise : Nightmare House: Reimagined